# ثيوبالد سميث
ثيوبالد سميث (بالإنجليزية: Theobald Smith) (31 يوليو 1859 - 10 ديسمبر 1934) هو عالم وبائيات وأمراض ويعتبر من شريحة كبيرة من المجتمع العلمي أول عالم أمريكي كبير في مجال البحوث الطبية. 

## تعليمه
ولد سميث في ألباني (نيويورك) وحصل على بكالوريوس في الفلسفة من جامعة جامعة كورنيل في عام 1883، بعد تخرجه من كلية الطب شغل سميث العديد من الوظائف التي قد تدخل تحت مسمى «فني مختبر طبي».

## روابط خارجية
- ثيوبالد سميث على موقع الموسوعة البريطانية (الإنجليزية)
- ثيوبالد سميث على موقع إن إن دي بي (الإنجليزية)